# Teoría del Big Crunch

Representación de la Gran Implosión.

La Gran Implosión, también conocida como Gran Colapso o directamente mediante el término inglés Big Crunch, es una de las teorías cosmológicas que se barajan en el siglo XXI sobre el destino final del universo.
La teoría de la Gran Implosión propone un universo cerrado. Según esta teoría, si el universo tiene una densidad crítica, la expansión del universo, producida por la Gran Explosión (o Big Bang) irá frenándose poco a poco hasta que finalmente comiencen nuevamente a acercarse todos los elementos que conforman el universo, volviendo a comprimir la materia en una singularidad espacio-temporal.
Se teorizaba que, si la expansión era generada por la energía de la  Gran Explosión, la velocidad de las partículas expelidas finalmente se reduciría, a causa de la atracción entre los cuerpos con materia, pues delante de ellos en la ruta de expansión no había materia. La materia podríamos decir funcionaría como un lastre para la expansión infinita. Es por ello que se creía que ocurriría el momento en el cual acabaría por pararse la expansión del universo, y empezaría la contracción; dicho momento depende de la densidad crítica del universo: a mayor densidad mayor rapidez de frenado y contracción; y a menor densidad, más tiempo para que se desarrollaran eventos. Si la densidad es lo suficientemente baja se prevé que tendría lugar un universo en expansión perpetua.
La evidencia experimental reciente (concretamente la observación de supernovas lejanas como candelas estándares y el mapeo completo de la radiación de fondo de microondas) ha llevado a especular que la expansión del universo no está frenándose debido a la gravedad, sino que se está acelerando. Sin embargo, debido a que la naturaleza de la energía oscura –que es postulada como la fuente de la aceleración– es desconocida, todavía es posible (aunque no respaldado por la observación hasta la fecha) que el universo finalmente revierta la marcha y cause un colapso.
Esta fase de contracción seguiría inexorablemente, y con ella el aumento de la temperatura de la radiación y la materia. Llegaría un momento en que todas las galaxias se fundieran en una –aunque los choques entre estrellas serían aún raros–. Mientras, la temperatura del fondo de radiación iría subiendo y empezaría a poner en peligro la supervivencia de las formas de vida que existieran por entonces, en un principio las que vivieran en planetas de tipo terrestre. En un momento dado, dicha temperatura sería de 300 kelvin, impidiendo a los planetas antes mencionados deshacerse del calor acumulado y acabando por hacerse inhabitables. Más adelante, y con una contracción cada vez más acelerada –y junto a ella un aumento desbocado de la temperatura de la radiación cósmica– el universo se convertiría en un lugar infernal e inhabitable –al menos para seres como nosotros y sin ayuda tecnológica– con temperaturas de miles de grados debido a una radiación cósmica a esa temperatura y a colisiones entre estrellas al disponer estas de cada vez menos espacio.
Al parecer, las estrellas serían en su mayoría destruidas no por colisiones entre ellas sino por el aumento de temperatura del universo. Este llegaría a estar tan caliente que las estrellas no podrían deshacerse del calor acumulado en su interior y pasarían a absorberlo del exterior (cociéndose en cierto modo), hasta acabar por estallar. Tras ello, solo quedarían agujeros negros (el principal hecho que diferenciaría la fase de contracción de la de expansión) y un plasma cada vez más caliente (muy distinto al existente tras el nacimiento del universo debido a que procedería de estructuras ya desaparecidas, por lo cual mostraría una gran asimetría en la densidad que presentara en diferentes puntos) en el que el aumento de temperatura destruiría primero los átomos y luego las propias partículas elementales, solo dejando quarks. Finalmente, los agujeros negros acabarían de fusionarse entre sí y de absorber la materia a su alrededor dando lugar a un único "super" agujero negro.
Del mismo modo que no tiene sentido preguntarse qué había "antes" de la Gran Explosión, tampoco puede preguntarse qué habría "después" de la Gran Implosión.

## Universo oscilante
Según esta teoría el universo sería descrito como un Universo oscilante, en el cual, tras la Gran Implosión podría tener lugar Big Crunch; e incluso este universo podría proceder de un universo anterior que también se comprimió en su Gran Implosión. Si esto hubiera ocurrido repetidas veces, nos encontraríamos ante un universo oscilatorio; donde cada universo termina con una Gran Implosión y da lugar a un nuevo universo con una gran Explosión. Sin embargo, no solo no se conoce qué podría provocar tal rebote sino que la teoría de un universo oscilante entra en contradicción con la segunda ley de la termodinámica; a menos que en cada ciclo se produjera una destrucción y reinicio totales del universo, con la desaparición de las leyes físicas existentes y la aparición de nuevas leyes físicas, y/o la entropía se "rebobinara" durante la fase de contracción por ejemplo, se ha sugerido que el tiempo iría al revés durante esta fase, no solo la cantidad de agujeros negros iría aumentando en cada ciclo sino que la radiación existente en el universo aumentaría a costa de la materia –debido a las reacciones de fusión nuclear producidas en el interior de las estrellas, en las que parte de la materia que compone los átomos que se fusionan se transforma en energía–, con el resultado de que los "rebotes" serían cada vez más largos hasta llegar a un escenario no demasiado diferente de la expansión indefinida; todo ello tendría como consecuencia que debería haber habido un número finito de ciclos antes del actual. Además, el reciente descubrimiento de la energía oscura ha provocado que muchos cosmólogos abandonen la teoría de este universo oscilante y junto con otros descubrimientos, también la de que el universo sea cerrado, aunque al no conocerse bien la naturaleza de la energía oscura aún no puede descartarse por completo un colapso futuro.
Establece que como el universo es curvo, por la fuerza de gravedad de todos los constituyentes del universo (galaxias, estrellas, etc.) frenará del todo la expansión de las galaxias y después esta fuerza de gravedad empezaría a juntarlas cada vez más hasta formar de nuevo el Ylem (Big Crunch) y este estallaría otra vez.